# Castellinaldo
Castellinaldo (piemontiul: Castlinàud) település Olaszországban, Piemont régióban, Cuneo megyében. Lakosainak száma 891 fő (2023. január 1.). Castellinaldo Canale, Castagnito, Magliano Alfieri, Priocca és Vezza d’Alba községekkel határos.

## Népesség
A település lakossága az elmúlt években az alábbi módon változott:
| Lakosok száma | 935  | 930  | 891  |
|               | 2017 | 2018 | 2023 |